# UFC 216
UFC 216: Ferguson vs. Lee  foi um evento de artes marciais mistas (MMA) produzido pelo Ultimate Fighting Championship, ocorrido no dia 7 de Outubro de 2017, na T-Mobile Arena, em Las Vegas, Nevada.

## Background
Inicialmente foi especulada uma possível luta entre o atual Campeão Peso Pesado do UFC Stipe Miocic e Cain Velasquez para servir de Evento Principal. Após o Ultimate não conseguir materializar essa luta, anunciou assim planos para uma disputa pelo Cinturão Peso Leve Interino do UFC entre Tony Ferguson e Kevin Lee como Evento Principal..

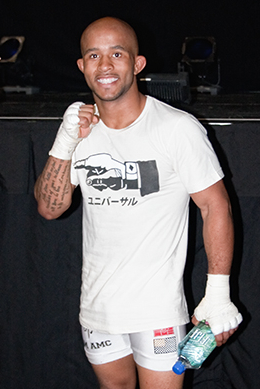
Johnson ganhou o Campeão Peso Mosca do UFC no UFC 152 em setembro de 2012, como parte de um torneio de quatro homens para determinar o campeão inaugural.

Demetrious Johnson, atual Campeão Peso Mosca do UFC era esperado para defender o cinturão contra Ray Borg no Evento Principal do UFC 215. No entanto, a luta foi cancelada um dia antes do evento pois Borg ficou doente devido a problemas ao tentar bater o peso. Assim, a luta foi mais tarde agendada para este evento. Se vencer, Demetrious se tornará no campeão com mais defesas conseguidas na história do UFC (11).
Abel Trujillo era esperado para enfrentar Lando Vannata neste evento. No entanto, Trujillo foi removido do card dia 14 de Agosto por razões desconhecidas e foi substituído por Bobby Green.
Paige VanZant era esperada para enfrentar Jessica Eye neste evento. No entanto, VanZant se lesionou na costela no dia 25 de Setembro e teve de se retirar da luta. Eye foi removida do evento e está esperando oponente para um futuro evento.
Uma luta no Peso Mosca Feminino entre as estreantes Andrea Lee e Kalindra Faria era esperado para ser escalado para este evento, como foi anuncionado dia 28 de Setembro. No entanto, algumas horas depois do anúncio, foi revelado que Lee foi retirada do evento porque ainda não tinha entrado no programa antidoping da USADA por 6 meses. Ela foi assim substituída pela também estreante no Ultimate, Mara Romero Borella.
Um combate leve entre Nik Lentz e ex-campeão Campeão Peso Leve do Bellator Will Brooks foi programado para a parcela preliminar do cartão. No entanto, o emparelhamento foi desfeito durante as pesagens para o evento, já que Lentz foi atingido por "problemas médicos" e considerado inapropriado para competir.
Uma luta no Peso Pesado entre o antigo campeão Fabrício Werdum e Derrick Lewis foi escalado para o card principal. No entanto, a luta foi removida do card no dia do evento devido a uma lesão nas costas por parte de Lewis. Em resultado, Walt Harris, que estava originalmente escalado para enfrentar Mark Godbeer no card preliminar, aceitou enfrentar Werdum.

## Card Oficial
Nota 1 Pelo Cinturão Peso Leve Interino do UFC..

Nota 2 Pelo Cinturão Peso Mosca do UFC..

## Bônus da Noite
Os lutadores receberam $50.000 de bônus
- Luta da Noite:  Lando Vannata vs.  Bobby Green
- Performance da Noite:  Demetrious Johnson e  John Moraga